# Kopalnia Węgla Kamiennego Dębieńsko
Das Steinkohlenbergwerk Dębieńsko (polnisch Kopalnia Węgla Kamiennego Dębieńsko) ist ein stillliegendes Steinkohlenbergwerk in Czerwionka-Leszczyny Polen.

## Geschichte

### Die Anfänge
Schon seit 1792 wurde in der Umgebung des Dorfes Czerwionka nach Kohle geschürft und 1807 das 1,03 km² große Grubenfeld „Marianne“ verliehen. Urkundlich erwähnt ist auch die Errichtung des Bergwerks „Neues Glück“ im Jahr 1798. Neben diesen beiden gab es bis 1853 ungefähr fünfundzwanzig weitere Gruben, die oberflächennah Steinkohle förderten. Von diesen wurden neben den genannten Gruben auch die Kohlenfelder „Gute Einigkeit“, „Gute Nachbarschaft“, „Harmonie“, „Helene Ludwig“, „Oswald“, „Pax“, „Clara“, „Elisabeth“, „Isabella“, „Hildegard“, „Philipp“ und „Laura“ im Jahr 1843 zur Grube Dubensko konsolidiert. Damit verfügte das Bergwerk über eine Berechtsame von 20,6 km². Eine Förderung in größerem Stil fand jedoch zunächst nicht statt.

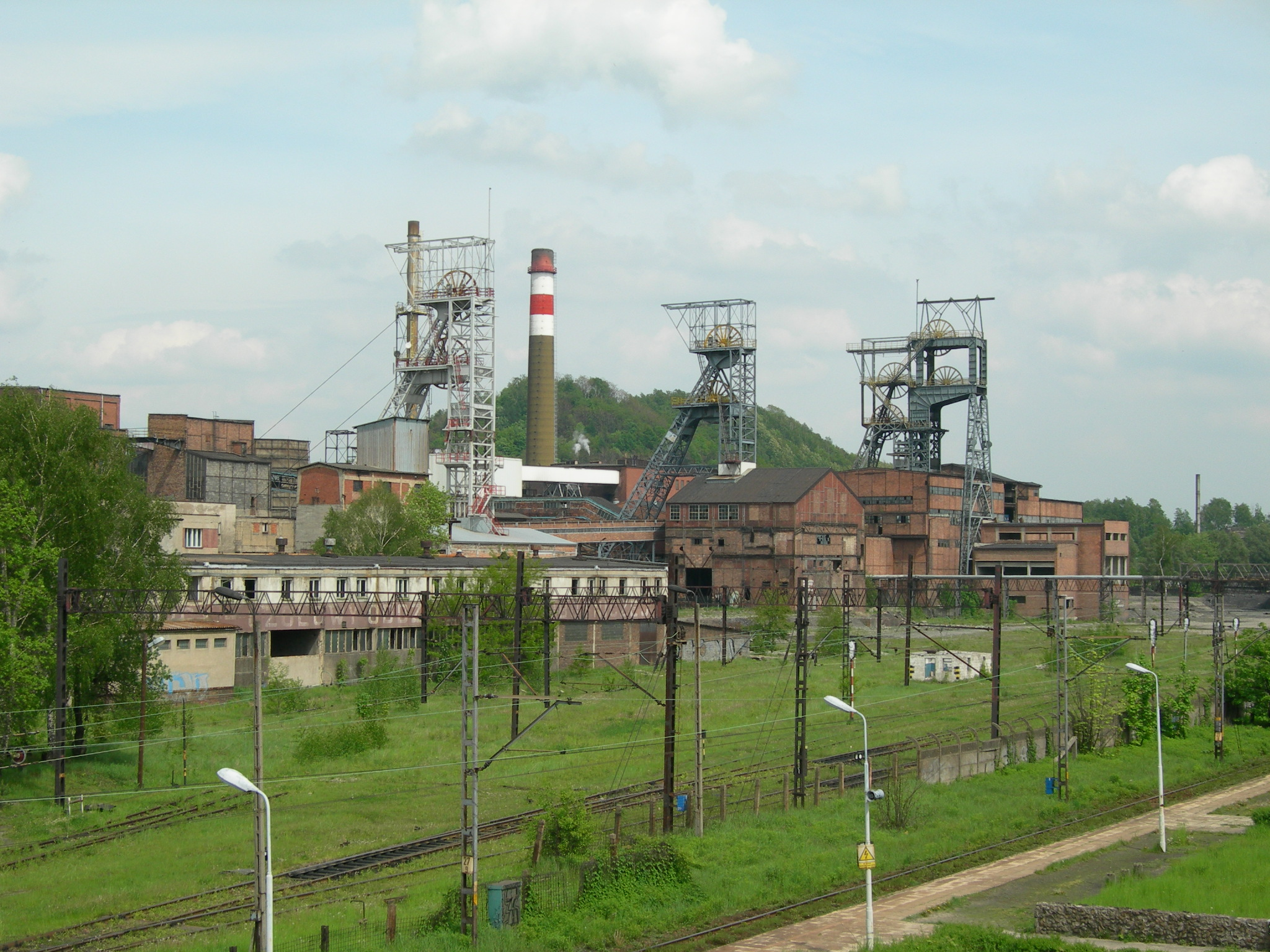
Zustand im Jahr 2006

### Die Dubenskogrube bis 1945
Das ab 1897 zur Vereinigten Königs- und Laurahütte gehörende Bergwerk eröffnete zwei Jahre nach der Übernahme durch seine neue Besitzerin mit drei Tiefbauschächten in großem Stil seinen Betrieb. Die Zentralschachtanlage, die direkt mit einer Kokerei verbunden war, verfügte 1912 über die drei Förderschächte „Junghann I“ (202 m), II (410 m) und III (ebenfalls 410 m). Daneben existierten ein ausziehender Wetterschacht und ein Tiefbohrloch zum Einschlämmen von Versatzmassen. Alle drei Fördergerüste waren als Stahlkonstruktionen ausgeführt und wurden mit Dampfmaschinen betrieben. Neben dem Schacht „Junghann II“ wurde eine Sortierung und eine Wäsche errichtet.

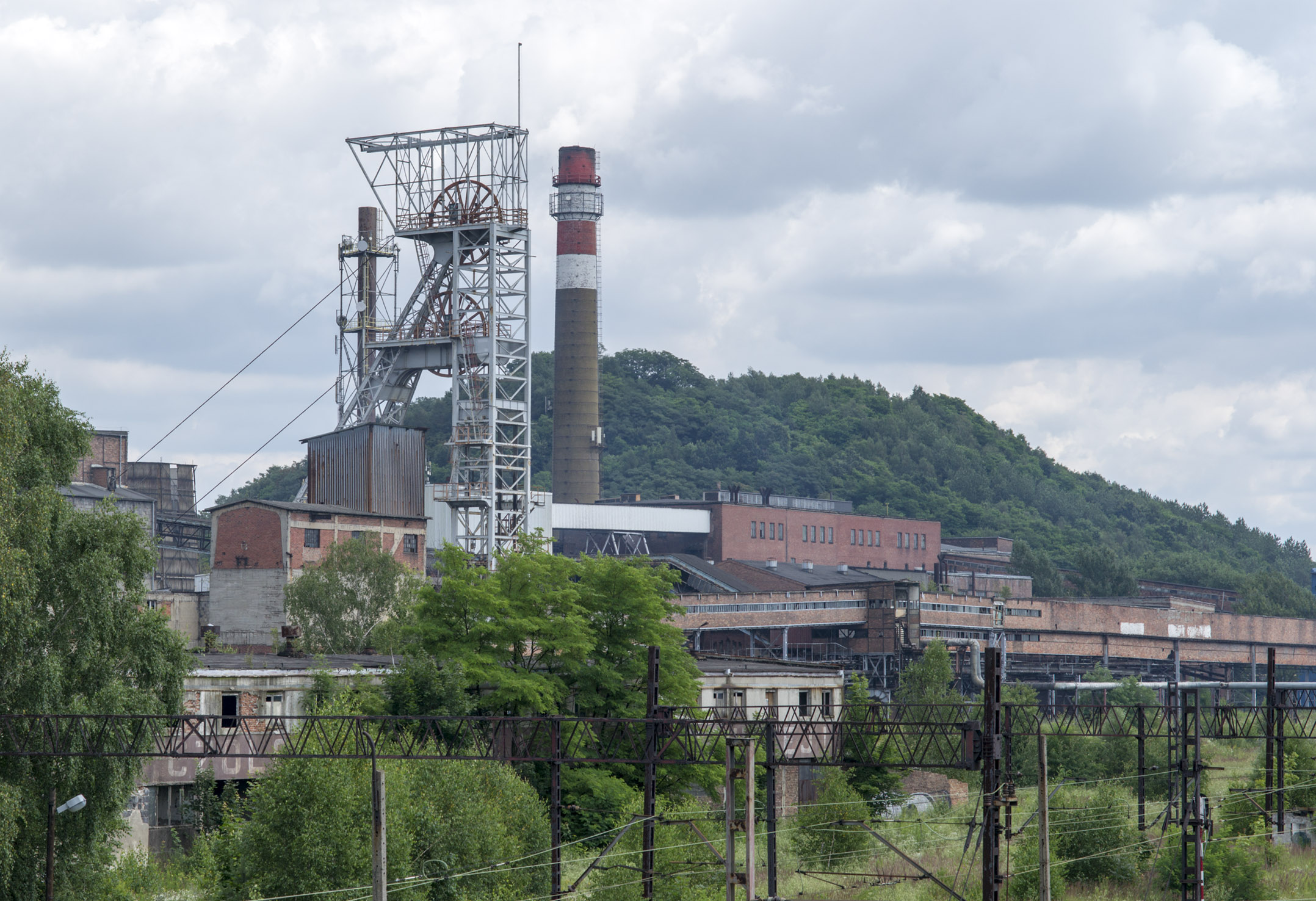
Zustand im Jahr 2013

1922 lag die Grube im Bereich des polnischen Staatsgebietes und erhielt den Namen Dębieńsko; die Schächte wurden in Jan I bis III umbenannt. Die Königslaura als Besitzerin des Bergwerks behielt zwar in Berlin ihren Sitz, wurde aber eine Aktiengesellschaft nach polnischem Recht. Sie geriet in Folge der Weltwirtschaftskrise in wirtschaftliche Schwierigkeiten und kam 1936 zu fast 93 % in die Hände des polnischen Staates. Trotzdem kam es zu mehreren Erweiterungen und Modernisierungen. So wurden die genannten Schächte 1932 auf 202 Meter (Jan I), 410 m (Jan II) und 782 m (Jan III) tiefergeteuft, eine zweite Sortierung und Wäsche errichtet und erste Mechanisierungen bei der Kohlengewinnung eingeführt.

### Die Zeit des Zweiten Weltkriegs
Während der deutschen Besatzung gehörte das Bergwerk zu den Reichswerken Hermann Göring. Dank einer Vergrößerung des Schachtdurchmessers bei Jan I und eines Tieferteufens auf 340 m konnte anfänglich die Produktion deutlich gesteigert werden, verringerte sich aber auch aufgrund eines spürbaren Facharbeitermangels ab 1941. Ein Teil der Förderung wurde zur Stromerzeugung in einem neu errichteten Kraftwerk genutzt.

### Die Zeit nach 1945
Nach dem Rückzug der deutschen Truppen im Winter 1944/45 konnte die Steinkohlenförderung unter polnischer Federführung am 2. Februar 1945 wieder aufgenommen werden. Anfänglich zur ZPW Rybnik (Rybnickie Zjednoczenie Przemysłu Węglowego) gehörend, wurde das Bergwerk ab 1976 von der ZPW Zabrze verwaltet.
Durch ministeriellen Erlass vergrößerte sich 1958 das Grubenfeld von Dębieńsko zunächst auf 29,3 km² und erreichte 1994 die stattliche Größe von 46,6 km². Das Bergwerk baute auf sechs Sohlen (112 m, 202 m, 310 m, 410 m, 600 m und 690 m) Kohle ab, reduzierte ihre Zahl in den 90er Jahren auf vier (202 m, 310 m, 410 m und 690 m) und machte „Jan III“ zum Zentralförderschacht.
Im Rahmen der politischen Umwälzungen in Mitteleuropa um das Jahr 1990 kam es zu zahlreichen Umstrukturierungen, ohne dass die grundlegenden Rentabilitätsprobleme gelöst werden konnten. Deshalb wurde die Liquidation der Grube zum 1. Juli 2000 beschlossen, die Tagesanlagen aber zunächst unberührt gelassen. Ein Teil des Grubenfeldes wurde Knurów zugeschlagen, die Wasserhaltung zum Schutz von Szczygłowice aufrechterhalten.

## Gegenwart

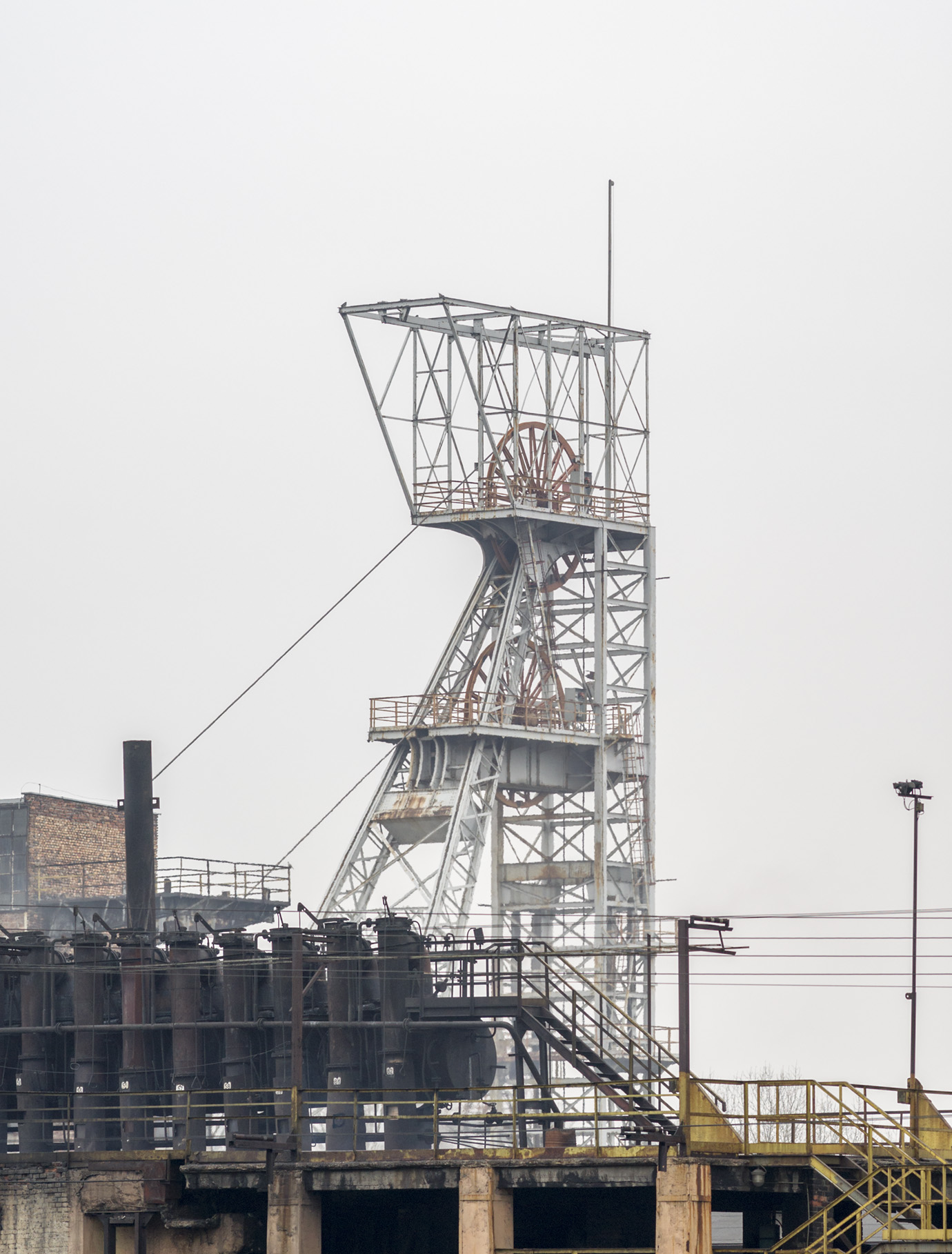
Schacht Jan III mit einem Teil des Koksofens der benachbarten Kokerei Dębieńsko

Acht Jahre nach der vorläufigen Schließung der Zeche, d. h. 2008, wurde dem tschechischen Unternehmen NWR Karbonia eine 50-jährige Abbaulizenz in dem Grubenfeld gewährt. Diese war anfänglich an die Bedingung geknüpft, bis 2017 die erste Kohle zutage zu heben.

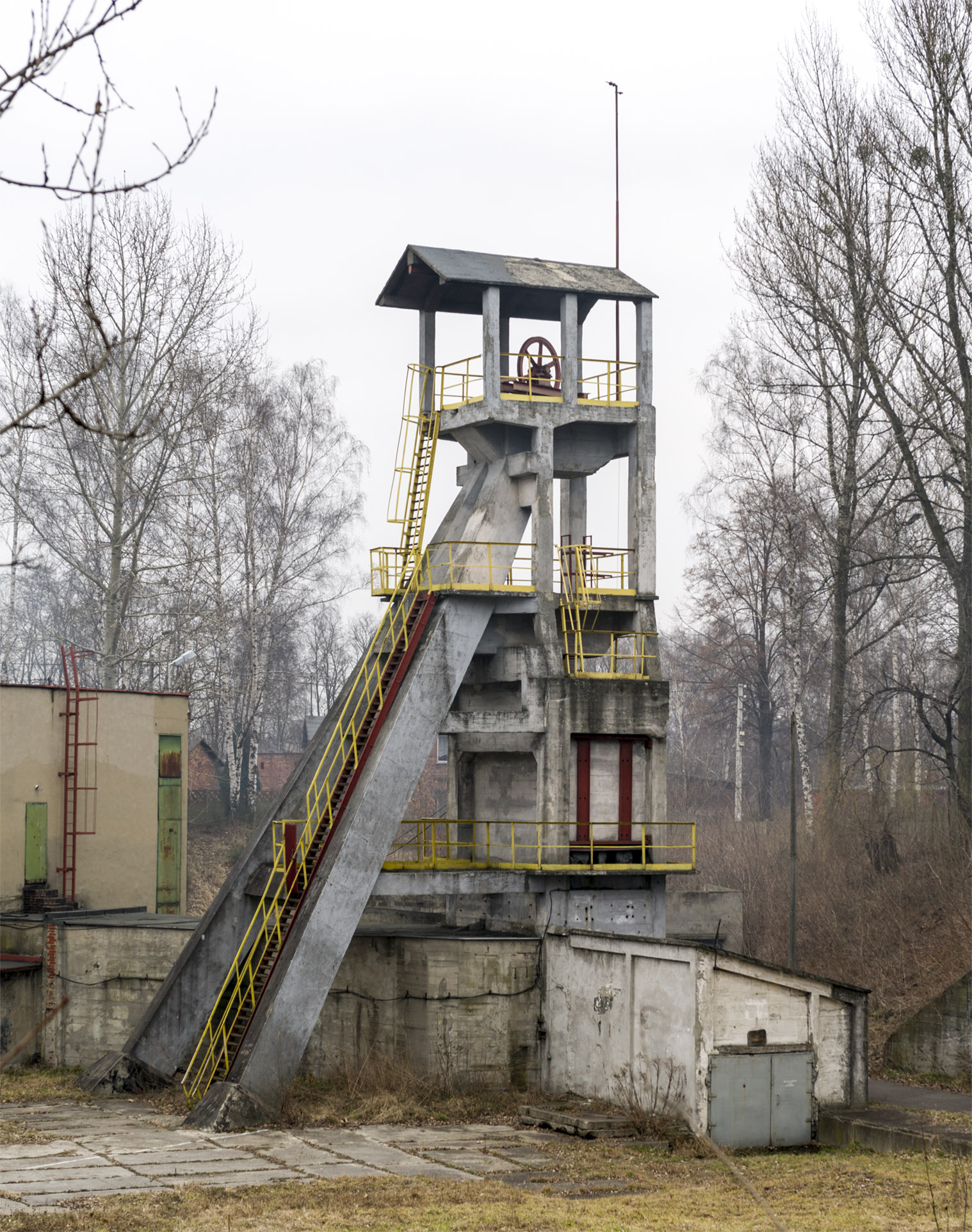
Schacht Zachodni II

Die erste Aktivität von NWR war es jedoch, die Fördergerüste „Jan I und II“ abzureißen und einige Verwaltungsgebäude zu renovieren. Auch wurde die Verwaltung von NWR in diese renovierten Gebäude verlegt.
Die Gesellschaft gab im März 2016 auf ihren Internetseiten an, auf Dębieńsko jährlich 3,2 Mio. t Kokskohle zu sehr günstigen Gewinnungskosten fördern zu wollen. und auch das stillliegende Bergwerk Morcinek an der polnisch-tschechischen Grenze wieder in Betrieb zu nehmen. Nach der Übernahme der NRW durch die „Prairie Mining Ltd“ wird das Projekt zwar weiterhin propagiert, bleibt aber unkonkret.

## Förderzahlen
1913: 481.416 t; 1938: 852.800 t; 1970: 1,84 Mio. t; 1979: 2,29 Mio. t